# Chiesa di Santa Maria in Pulcherada
La chiesa di Santa Maria in Pulcherada è la parrocchiale di San Mauro Torinese, della provincia e dell'arcidiocesi di Torino inserita nel distretto pastorale Torino Nord.

## Storia
La località di Pulcherada risulta abitata già nel V secolo ed era posta lungo la strada che univa Augusta Taurinorum con Industria, sulla parte sinistra orografica del Po. Ricerche archeologiche ne hanno confermato la presenza e la conseguente importanza della località. La chiesa fu probabilmente edificata durante la dominazione dei Franchi tra il 773 e l'875.
Il primo documento che cita la presenza di un centro monastico con abbazia risale al 4 maggio 991, ed è il diploma di fondazione dell'antica abbazia intitolata a san Quintino a Spigno Monferrato, dove viene riportato che la chiesa di Pulcherada era stata distrutta da orde di saraceni che nel 937, nel 951 e successivamente nel 954, fecero incursioni nel territorio di Torino distruggendo il monastero e tutte le fortificazioni presenti a Pulcherada. L'abbazia fu fondata dal marchese Anselmo di Saluzzo figlio di Aleramo e della contessa Gisla. L'atto fu rogato nel castello di Visone.
Il documento indica la presenza delle reliquie di san Mauro. Il santo era discepolo di san Benedetto ed era presente in Gallia a diffondere la regola benedettina. La sua devozione fu diffusa dai monaci di Cluny, e poi attraverso le Alpi con Ugo di Cluny.  La località conosciuta come il nome di bella spiaggia: pulchra Rada prenderà il nome di san Mauro, santo benedettino che si fermò nel convento. Solo nel 1420 la località prese il suo nome e nell'Ottocento quello completo di San Mauro Torinese.
La chiesa fu ricostruita nella prima metà del XI secolo, periodo in cui fece parte delle proprietà dell'abbazia di San Giusto a Susa tra il 1037 e il 1050. Successivamente nel Duecento le valli di Lanzo e di Stura facevano parte dell'abbazia di Pulcherada, periodo in cui fu addossata alla facciata l'imponente campanile. La chiesa fu costruita e ampliata nei secoli, in particolare tra il Duecento e il Quattrocento. Il complesso monastico comprendeva molti palazzi che sono poi diventati abitazioni private o palazzi pubblici. Vi era inoltre un mulino, un forno e edifici atti a lavorazioni artigianali che davano ai monaci l'autonomia, senza dover uscire dall'ambito conventuale. L'interno si sviluppava su tre navate, di cui quelle laterali terminavano con le absidi dove vi erano due cappelle, di cui una dedicata alla Vergine e l'altra a san Carlo.
Nel XVI secolo, gli abati lasciarono il monastero e la chiesa nel 1474 passò in commenda dal vescovo di Torino che l'affidò ad abati commendatari laici.

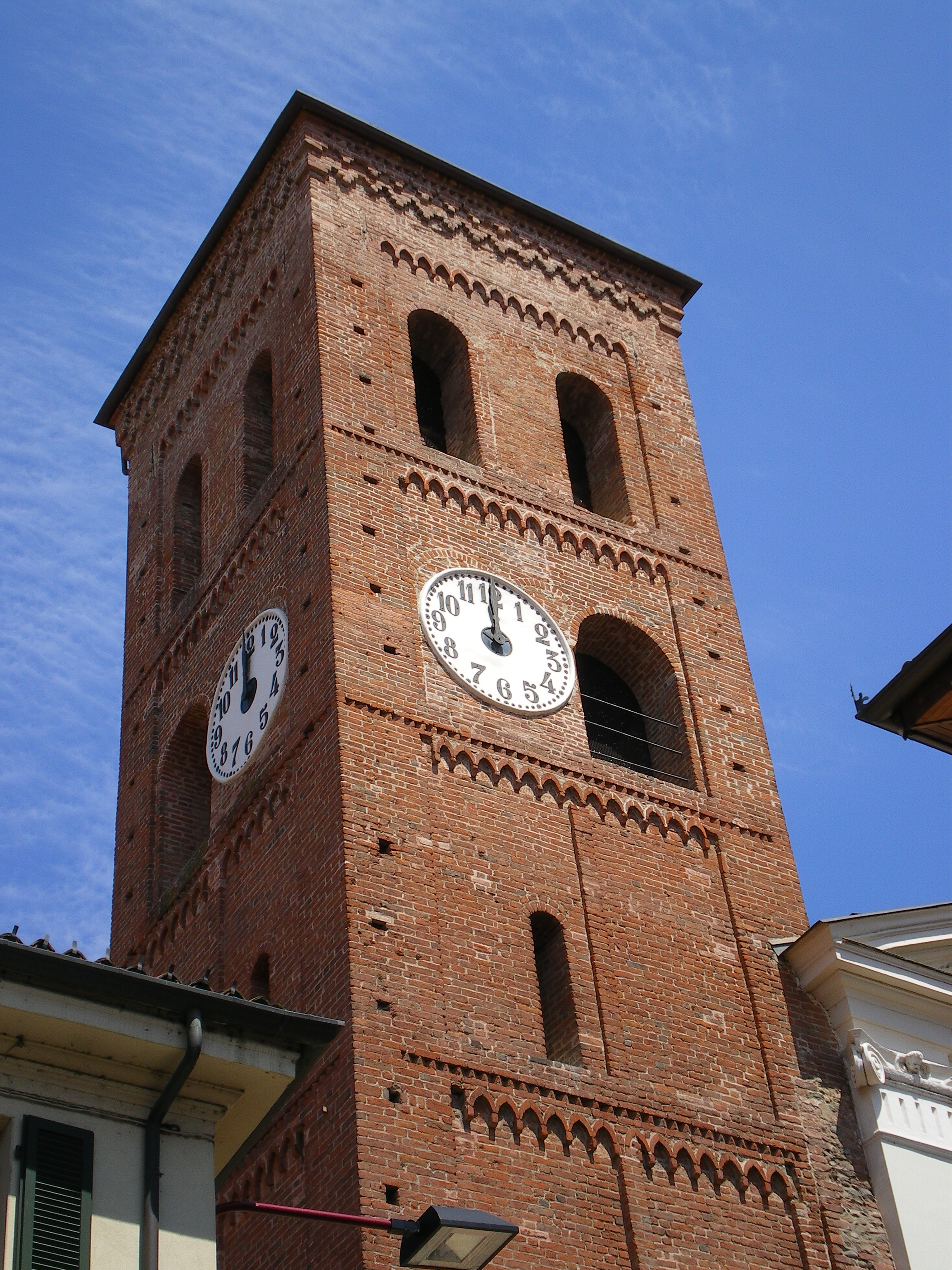
Campanile Pulcherada

Le reliquie del santo furono spostate nel XV o XVI secolo e la chiesa prese la nuova intitolazione al nome di Maria. Il territorio dove si trovava la chiesa e il monastero fu soggetto a numerosi scontri trovandosi di confine tra il Marchesato del Monferrato e Ducato di Savoia, questo rendeva non sicuro il monastero che finì a essere abbandonato, trovandosi velocemente in grave stato di degrado. Nel 1665 fu quindi rimpicciolita la chiesa, furono modificate le due navate laterali, diventando quella di destra un corridoio e quella di sinistra di metà misura, e una delle due absidi divenne la sagrestia per ordine dall'abate commendatario di Torino Petrino Aghemio. L'aula fu illuminata da due grandi finestre e il soffitto coperto da volta a botte. Laterali furono poste le cappelle di san Carlo Borromeo e della Madonna. Anche la facciata fu ricostruita in stile neoclassico.
Con l'ammissione del Piemonte alla Francia il 20 giugno 1800 furono confiscati i beni dell'abbazia e venduti, con la soppressione formale nel 1803 con la lettera apostolica Gravissimis causis. Il decennio successivo fu rivisitata la chiesa dall'allora parroco don Bertoldo, purtroppo fu chiusa l'antica cripta luogo di sepoltura dei monaci durante il medioevo.

## Descrizione

### Esterno
I continui rifacimenti hanno lasciato poca testimonianza dell'antica chiesa dedicata a san Mauro. La torre campanaria, l'abside centrale con affreschi rinvenuti nei restauri del XXI secolo, e parte della navata di sinistra. 
L'edificio è inserito in una via stretta del borgo di San Mauro Torinese, non facile da identificare, e si presenta intonacata nei colori bianco e beige, terminante sul lato sinistro dall'antica torre campanaria in mattoni a vista. La parte presenta nella parte inferiore una zoccolatura in pietra e due lesene laterali d'ordine corinzio atte a reggere l'architrave e il timpano triangolare.
Di pregio è il portale posto centralmente sopraelevato da una gradinata a scalare e con paraste che reggono il timpano triangolare in pietra. La parte superiore presenta due aperture laterali e una centrale completa di cornice modanata aggettante, atte a illuminare l'interno. 
La facciata fu restaurata nel 1927 con la demolizione di quella parte che copriva quella realizzata nel 1665, restauro voluto dalla Regia Soprintendenza ai monumenti antichi. Durante i lavori fu riscoperta l'antica facciata romanica con due finestre ogivali e un oculo centrale. Questa fu nuovamente coperta nelle forme più semplici.

### Interno
L'interno si presenta a unica navata con volta a botte e due cappelle laterali dedicate al Sacro Cuore ex san Carlo Borromeo a destra e due a sinistra dedicate alla Madonna che furono edificate nel 1665 per volontà dell'abate Petrino Aghemio. La zona presbiteriale sopraelevata è delimitata dalla balaustra in marmo e terminante con il coro absidato illuminato da due monofore con volta a catino.
L'ulteriore cappella dedicata al santo Rosario fu realizzata su progetto di Giovanni Gunzi nel 1845, e ospita il fonte battesimale.

### Campanile
La torre campanaria posta sul lato sinistro della facciata e si presenta in mattoni a vista molto imponente poco proporzionato al fronte principale dell'edificio. Questo porterebbe alla considerazione che fosse in origine una torre di guardia. Vi è infatti visibile la parte in cui l'impianto è stato inserito su un precedente rudere composto in pietre di grande misura disposte in forma irregolare, forse distrutto durante le incursioni saracene. 
Nella disposizione dei mattoni a vista vi è stata una grande cura con decorazioni che delimitano le sezioni e il cornicione. La torre si compone di quattro sezioni. Nella seconda vi è una monofora di piccole dimensioni, due grandi sono inserite nella terza e nella quarta. Su due lati queste della terza sezioni una monofora è stata chiusa per permettere la posa di due orologi.